# Campeonato Mundial de Halterofilismo de 2015 - Até 85 kg masculino
A categoria até 85 kg masculino foi um evento do Campeonato Mundial de Halterofilismo de 2015, disputado no Centro de Convenções George R. Brown, em Houston, nos Estados Unidos, entre 24 e 25 de novembro de 2015. 

## Calendário
Horário local (UTC-6) 
| Dia            | Horário | Fase    |
| -------------- | ------- | ------- |
| 24 de novembro | 09:00   | Grupo D |
| 24 de novembro | 11:30   | Grupo C |
| 24 de novembro | 19:25   | Grupo B |
| 25 de novembro | 14:55   | Grupo A |

## Medalhistas
| Evento    | Ouro               | Ouro   | Prata                  | Prata  | Bronze                 | Bronze |
| --------- | ------------------ | ------ | ---------------------- | ------ | ---------------------- | ------ |
| Arranque  | Tian Tao (CHN)     | 178 kg | Artem Okulov (RUS)     | 176 kg | Kianoush Rostami (IRI) | 173 kg |
| Arremesso | Artem Okulov (RUS) | 215 kg | Kianoush Rostami (IRI) | 214 kg | Apti Aukhadov (RUS)    | 212 kg |
| Total     | Artem Okulov (RUS) | 391 kg | Kianoush Rostami (IRI) | 387 kg | Apti Aukhadov (RUS)    | 380 kg |

## Recordes
Antes desta competição, o recorde mundial da prova era o seguinte:
| Recorde         | Tipo      | Atleta               | Peso   | Local      | Data                   |
| Recorde Mundial | Arranque  | Andrei Rybakou (BLR) | 187 kg | Chiang Mai | 22 de setembro de 2007 |
| Recorde Mundial | Arremesso | Zhang Yong (CHN)     | 218 kg | Ramat Gan  | 25 de abril de 1998    |
| Recorde Mundial | Total     | Lu Yong (CHN)        | 394 kg | Pequim     | 15 de agosto de 2008   |

## Resultado
Os resultados foram os seguintes. 
| Pos.              | Atleta                       | Grupo | Peso  | Arranque (kg) | Arranque (kg) | Arranque (kg) | Arranque (kg)     | Arremesso (kg) | Arremesso (kg) | Arremesso (kg) | Arremesso (kg)    | Total |
| Pos.              | Atleta                       | Grupo | Peso  | 1             | 2             | 3             | Resultado         | 1              | 2              | 3              | Resultado         | Total |
| ----------------- | ---------------------------- | ----- | ----- | ------------- | ------------- | ------------- | ----------------- | -------------- | -------------- | -------------- | ----------------- | ----- |
| Medalha de ouro   | Artem Okulov (RUS)           | A     | 84.63 | 168           | 174           | 176           | Medalha de prata  | 205            | 211            | 215            | Medalha de ouro   | 391   |
| Medalha de prata  | Kianoush Rostami (IRI)       | A     | 84.37 | 173           | 178           | 178           | Medalha de bronze | 214            | 218            | 219            | Medalha de prata  | 387   |
| Medalha de bronze | Apti Aukhadov (RUS)          | A     | 84.84 | 168           | 172           | 173           | 4                 | 205            | 212            | 216            | Medalha de bronze | 380   |
| 4                 | Oleksandr Pielieshenko (UKR) | A     | 84.54 | 167           | 173           | 173           | 7                 | 201            | 201            | 210            | 7                 | 368   |
| 5                 | Gabriel Sîncrăian (ROU)      | A     | 84.35 | 163           | 167           | 167           | 6                 | 196            | 200            | 203            | 8                 | 367   |
| 6                 | Petr Asayonak (BLR)          | A     | 83.43 | 167           | 173           | 173           | 5                 | 196            | 202            | 202            | 11                | 363   |
| 7                 | Antonino Pizzolato (ITA)     | B     | 84.85 | 155           | 159           | 161           | 10                | 194            | 198            | 202            | 5                 | 363   |
| 8                 | Ulugbek Alimov (UZB)         | B     | 84.27 | 150           | 155           | 158           | 11                | 192            | 197            | 202            | 4                 | 360   |
| 9                 | Alexandru Dudoglo (MDA)      | B     | 84.84 | 160           | 163           | 163           | 8                 | 187            | 192            | 197            | 10                | 360   |
| 10                | Benjamin Hennequin (FRA)     | A     | 84.49 | 155           | 155           | 160           | 17                | 195            | 201            | 201            | 6                 | 356   |
| 11                | Yu Dong-ju (KOR)             | B     | 84.39 | 151           | 157           | 161           | 14                | 193            | 198            | 200            | 9                 | 355   |
| 12                | Gheorghe Cernei (ROU)        | A     | 84.14 | 162           | 166           | 166           | 9                 | 190            | 196            | —              | 13                | 352   |
| 13                | Tarek Yehia (EGY)            | C     | 84.68 | 151           | 156           | 158           | 12                | 181            | 188            | 192            | 12                | 350   |
| 14                | Giovanni Bardis (FRA)        | B     | 84.80 | 158           | 162           | 162           | 13                | 187            | 193            | 193            | 16                | 345   |
| 15                | Muhammad Begaliev (UZB)      | C     | 83.91 | 152           | 156           | 160           | 16                | 184            | 188            | 190            | 14                | 344   |
| 16                | Yoelmis Hernández (CUB)      | B     | 83.78 | 153           | 158           | 158           | 19                | 187            | 190            | —              | 15                | 340   |
| 17                | Ammar Hassan (EGY)           | C     | 84.58 | 150           | 155           | 155           | 23                | 180            | 185            | —              | 17                | 335   |
| 18                | Pascal Plamondon (CAN)       | C     | 84.53 | 150           | 154           | 154           | 22                | 184            | 189            | 189            | 19                | 334   |
| 19                | Baýmyrat Orazdurdyýew (TKM)  | D     | 83.69 | 140           | 140           | 146           | 26                | 175            | 181            | 185            | 21                | 327   |
| 20                | Manuel Sánchez (ESP)         | C     | 84.25 | 147           | 152           | 152           | 25                | 180            | 180            | 180            | 23                | 327   |
| 21                | Welisson Silva (BRA)         | C     | 84.50 | 145           | 152           | 152           | 28                | 182            | 182            | 187            | 20                | 327   |
| 22                | Hoàng Tấn Tài (VIE)          | D     | 84.34 | 135           | 141           | 146           | 31                | 172            | 180            | 184            | 18                | 325   |
| 23                | Donatas Anuškevičius (LTU)   | C     | 84.51 | 145           | 152           | 152           | 29                | 180            | 180            | 184            | 24                | 325   |
| 24                | Imam Jamaludin (INA)         | C     | 83.91 | 137           | 142           | 142           | 30                | 181            | 187            | 187            | 22                | 323   |
| 25                | Boady Santavy (CAN)          | D     | 84.19 | 143           | 148           | 152           | 24                | 175            | 179            | 179            | 25                | 323   |
| 26                | Amar Musić (CRO)             | D     | 84.43 | 140           | 146           | 146           | 27                | 175            | 180            | 180            | 26                | 321   |
| 27                | Dany Termignone (SUI)        | D     | 83.77 | 129           | 134           | 134           | 32                | 158            | 163            | 167            | 27                | 297   |
| 28                | Christian Amoah (GHA)        | D     | 82.96 | 122           | 125           | 128           | 33                | 146            | 150            | 154            | 29                | 279   |
| 29                | Kabuati Bob (MHL)            | D     | 83.56 | 115           | 120           | 120           | 34                | 155            | 160            | 160            | 28                | 275   |
| —                 | Tian Tao (CHN)               | A     | 84.59 | 173           | 178           | 178           | Medalha de ouro   | 211            | 211            | 211            | —                 | —     |
| —                 | Daýanç Aşyrow (TKM)          | B     | 84.97 | 155           | 155           | 157           | 15                | 185            | 185            | 185            | —                 | —     |
| —                 | Renson Balza (VEN)           | C     | 83.19 | 152           | 155           | 155           | 20                | 184            | 184            | 184            | —                 | —     |
| —                 | Lim Young-chul (KOR)         | B     | 84.84 | 155           | 160           | 162           | 18                | 193            | 193            | 193            | —                 | —     |
| —                 | Irmantas Kačinskas (LTU)     | D     | 84.01 | 145           | 150           | 155           | 21                | 175            | 175            | 175            | —                 | —     |
| —                 | János Baranyai (HUN)         | C     | 83.94 | —             | —             | —             | —                 | —              | —              | —              | —                 | —     |
| DSQ               | Iurie Bulat (MDA)            | B     | 84.58 | 165           | 172           | 176           | —                 | 175            | 185            | 190            | —                 | —     |
| DSQ               | Yermek Omirtay (KAZ)         | A     | 84.26 | 160           | 160           | 165           | —                 | 200            | 200            | 200            | —                 | —     |